# Kentner Lajos
Kentner Lajos Fülöp (Ludwig Kentner) (Karwin/Budapest, 1905. július 19. – London, 1987. szeptember 23.) magyar származású brit zongoraművész, zeneszerző. „A zongora mindentudója".

## Életpályája
1912-ben került a Zeneakadémia zongora szakára. Chován Kálmán, majd 1914–1921 között Székely Arnold növendéke volt. Zongoristaként 1920-ban mutatkozott be Budapesten. 1916–1923 között elvégezte a zeneszerzés szakot is; Kodály Zoltánnál, Herzfeld Viktornál, Weiner Leónál és Koessler Jánosnál tanult. 1928-ban debütált Londonban, a Grotrian Hallban. 1932-ben 5. helyet ért el a második Nemzetközi Chopin Zongoraversenyen Varsóban. 1933-ban harmadik lett a budapesti Liszt Ferenc Zongoraversenyen. 1935-től Londonban élt; sokat tett Liszt Ferenc műveinek megismertetéséért. 1956-ban debütált az USA-ban. 1957-ben a Carnegie Hall-ban lépett fel. 1965–1987 között elnöke volt a Brit Liszt Társaságnak. 1974-től Yehudi Menuhin iskolájában oktatott. 
Zongoraművészi pályafutását már fiatal korában elkezdte Európában és az USA-ban folytatta. Romantikus műveket játszott, de Bartókot és Kodályt is népszerűsítette. Kamarazene-partnerei voltak többek között Yehudi Menuhin és Gaspar Cassado. Művei közül említésre méltók zenekari alkotásai, kamaraművei, zongoradarabjai és dalai.

## Családja
Szülei: Kentner Gyula és Bucksbaum Gizella voltak. Első felesége Kabos Ilona zongoraművész volt (1893–1973); ez a házasság 1945-ben véget ért. Aztán feleségül vette Griselda Gouldot, a zongorista Evelyn Suart (Lady Harcourt) lányát, akinek másik lánya, Diana 1947-ben Yehudi Menuhin második felesége lett.